# 馬自達Sentia
馬自達Sentia（日语：マツダ・センティア）是1990年代由日本馬自達汽車公司生產銷售的中型豪華轎車，在該公司的產品陣容裡屬於高級旗艦級車款。第一代Sentia曾於1991年至1995年以馬自達929之名外銷至美國，在加拿大則稱為馬自達929 Serenia。
關於車名Sentia，是由法文「感覺」之意的sentir和拉丁文「地方、場所」之意的ia合併而來，綜合起來就是「叫人感動的空間」的意涵。這部車的兄弟車是掛上馬自達副品牌「Ẽfini」的Ẽfini MS-9，兩部車的差異只在於MS-9擁有黑紫色的專用車色，其餘的機械結構、元件等皆同。

## 歷史

### 第一代（HD系 1991年-1995年）
1991年 - 5月正式在日本發售。Sentia開發時裝載了當時馬自達最先進的汽車科技如下所示：
- 4WS四輪轉向系統（four-wheel steering）：這種4WS系統屬於電子式設計，依靠一組安裝於後輪軸附近的電子機械控制組件，不停接受來自前輪軸轉向角度的訊號，接著按預設的對應比例推動繫接於後輪的連桿，以改變後輪的轉向角度。此項科技裝置亦使用於同公司的MX-6和第五代626車款上。
- 太陽能天窗（solar powered ventilation system）：亦即玻璃天窗結合了太陽能面板，從日照所汲取的能量，可供應給車內的通風系統使用；此項科技裝置亦安裝於同公司的Ẽfini MS-8和Millenia車款上。

車身外觀的設計交由該公司的田中俊治與猶太裔的多利·雷格夫（Dori Regev）擔任，他們以能面裡的「癋見」（癋，下各切〔ㄏㄜˋ/ hè〕。癋見是指上下唇緊閉咧嘴的形狀，因為嘴角向兩側用力，雙目自然睜大）為設計發想，把上一代Luce的車身直線作為基調，融合捷豹汽車擅長在車身上塑造豐富多樣曲面之設計觀，並以該公司先前推出的馬自達Cosmo轎車版為走向而設計出Sentia。這樣的外觀設計獲得外國車廠設計者的好評，當時主持雷諾汽車設計部的派翠克·盧克曼（Patrick Le Quément）曾經趁東京國際車展時過來馬自達的攤位觀賞該部車，並說出「馬自達具有獨創的的設計，尤其這部車實在好美」的讚譽。
動力來源有兩種：2.5L V型六缸J5-DE型，最大馬力160ps；3.0L V型六缸JE-ZE型，最大馬力200ps；而變速系統則為4AT。另外，含六片式換片箱的CD音響與連動式霧燈（開啟頭燈時，霧燈亦跟著點亮）皆為標準配備。
1994年1月實施小改款，並與MS-9整合起來：頭燈改為透明燈殼、進氣壩改用鍍鉻橫柵式、調整部分的級距、原本為全車標準配備的4WS四輪轉向系統現改成部分級距才有、將GPS衛星導航系統列為選購配備等。

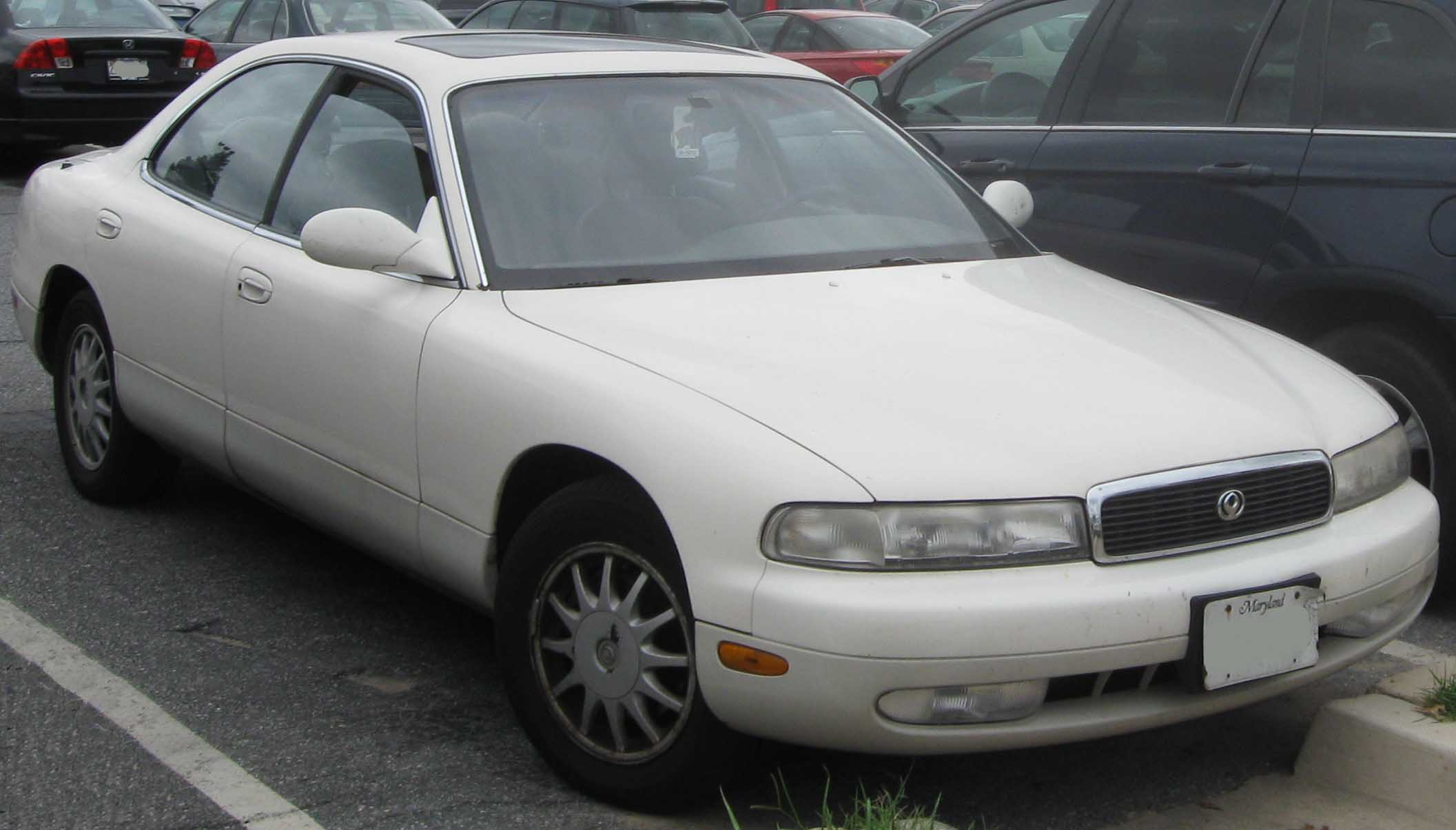
美規第四代馬自達929
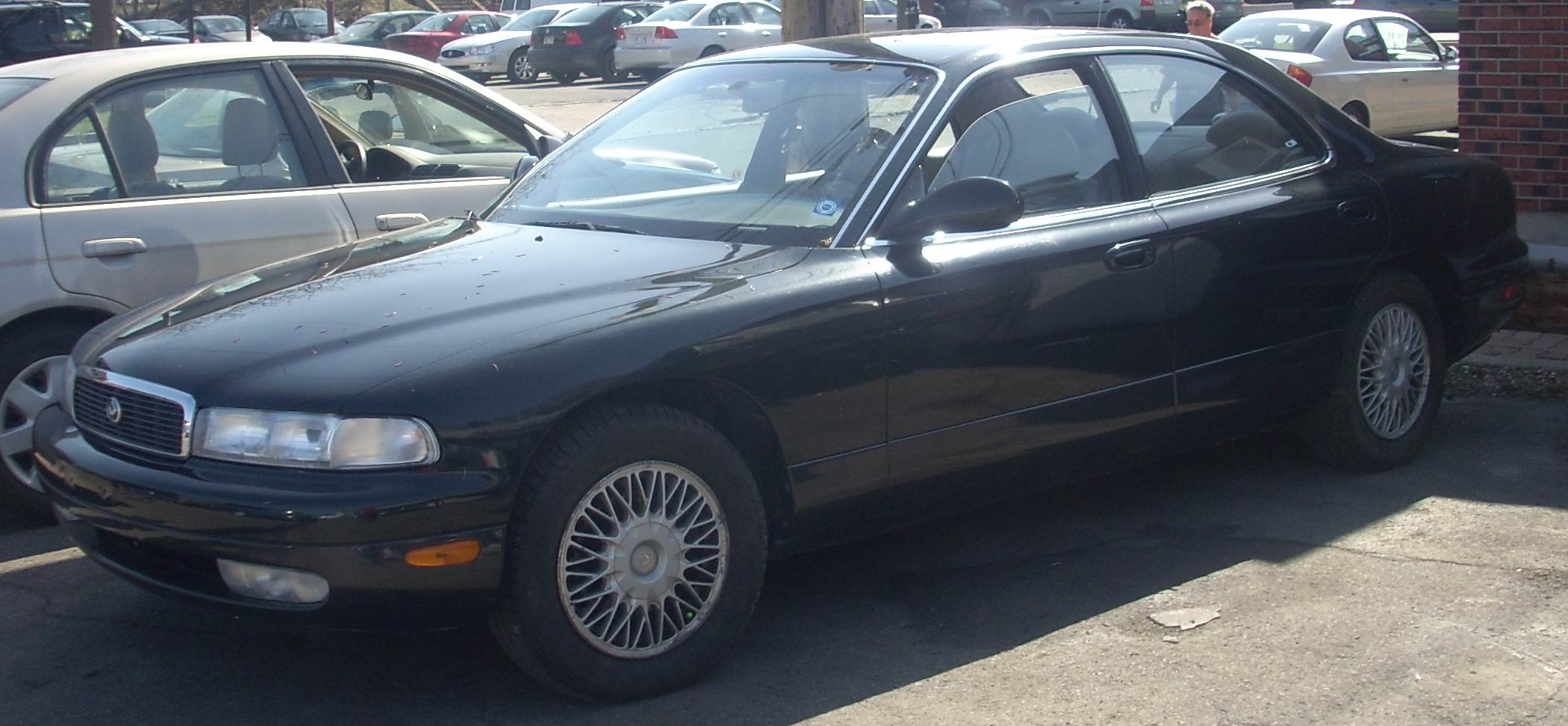
加拿大馬自達929 Serenia
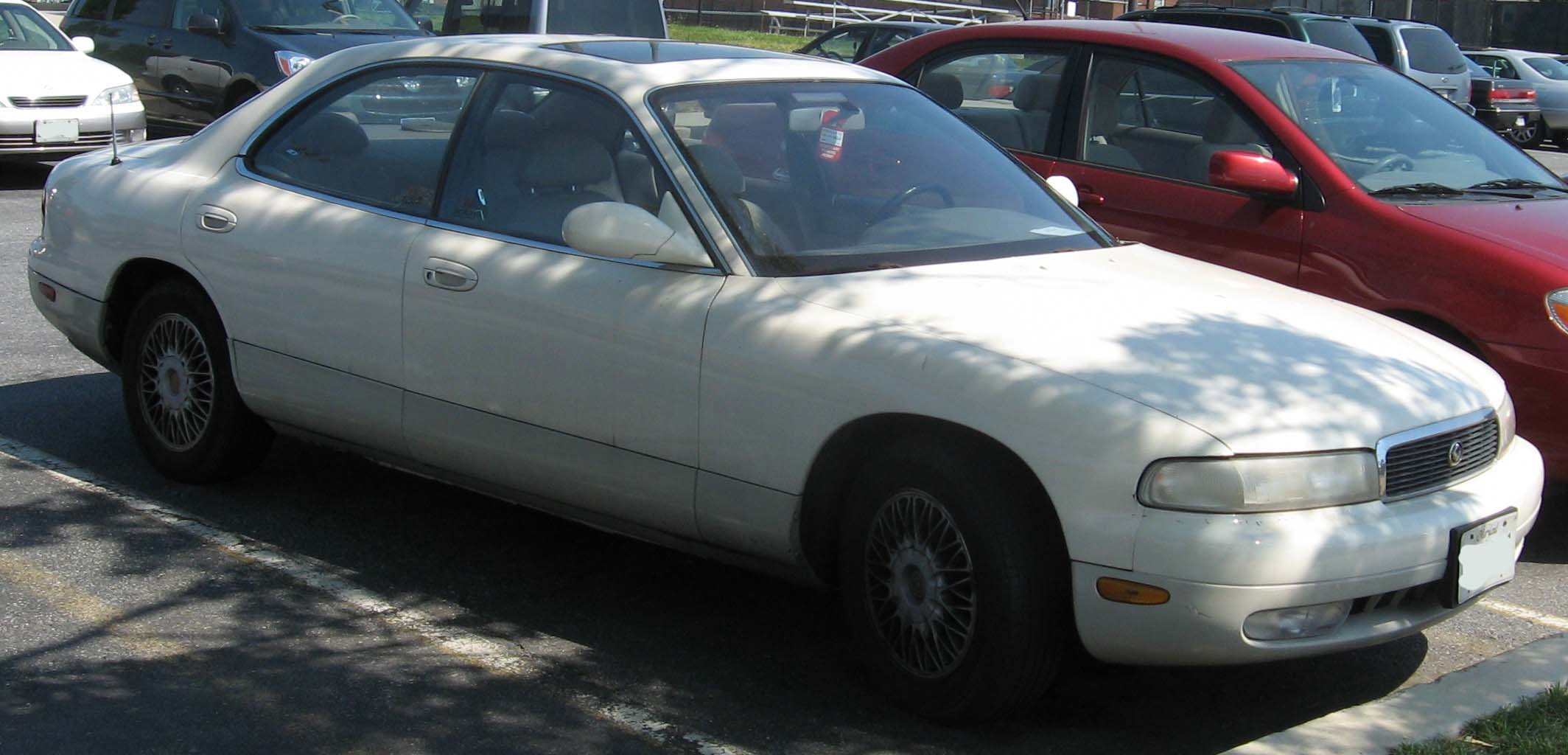
美規第四代馬自達929

### 第二代（HE系 1995年-2000年）
1995年11月馬自達發表大改款的第二代Sentia。由於消費者批評第一代的後座空間狹小，此代車款大刀闊斧重新設計。以全新HE平台為開發平台，和Persona一樣採無B柱硬頂型（pierless hardtop）車體設計。曾有小道消息表示馬自達計畫在北美洲推出的高級旗艦車種Amati 1000，是以這款車作為藍本的（詳情請參見Amati計劃）。其電視廣告極力營造「高級車」的形象，請來了曾飾演007情報員詹姆士·龐德的史恩·康納萊（Sir Sean Connery）擔任產品代言人（詳情請參見YouTube影片 （页面存档备份，存于）），可惜銷售成績並不如預期。
彼時車壇刮起一陣「降低成本」的風潮，在開發費用拮据的情況下，車室內裝的材料品質低劣。而競爭對手如豐田皇冠、日產Gloria、日產Cedric等當年正面臨大改款，造成高級車市場競爭激烈。加上1990年代馬自達的多品牌策略失敗，整合旗下所有資源以改革經營方針。上述種種不利之原因使得這款車陷入苦戰，在銷售上一直施展不開來。
動力部分廢除2.5L V型六缸J5-DE型引擎，僅沿用與第一代MPV相同的3.0L V型六缸JE-ZE型引擎，最大馬力200ps；而且繼續將4WS四輪轉向系統列入全車的標準配備。
1997年9月小改款，把進氣壩從橫柵改成縱柵，同時更改馬自達的廠徽圖案。2000年正式停產，第二代Sentia總共生產了18,200輛左右。此後馬自達並未推出Sentia的後繼車款，後來出現的Millenia價格也低於Sentia，因此該公司的產品陣容中獨缺高級車這一塊區域。

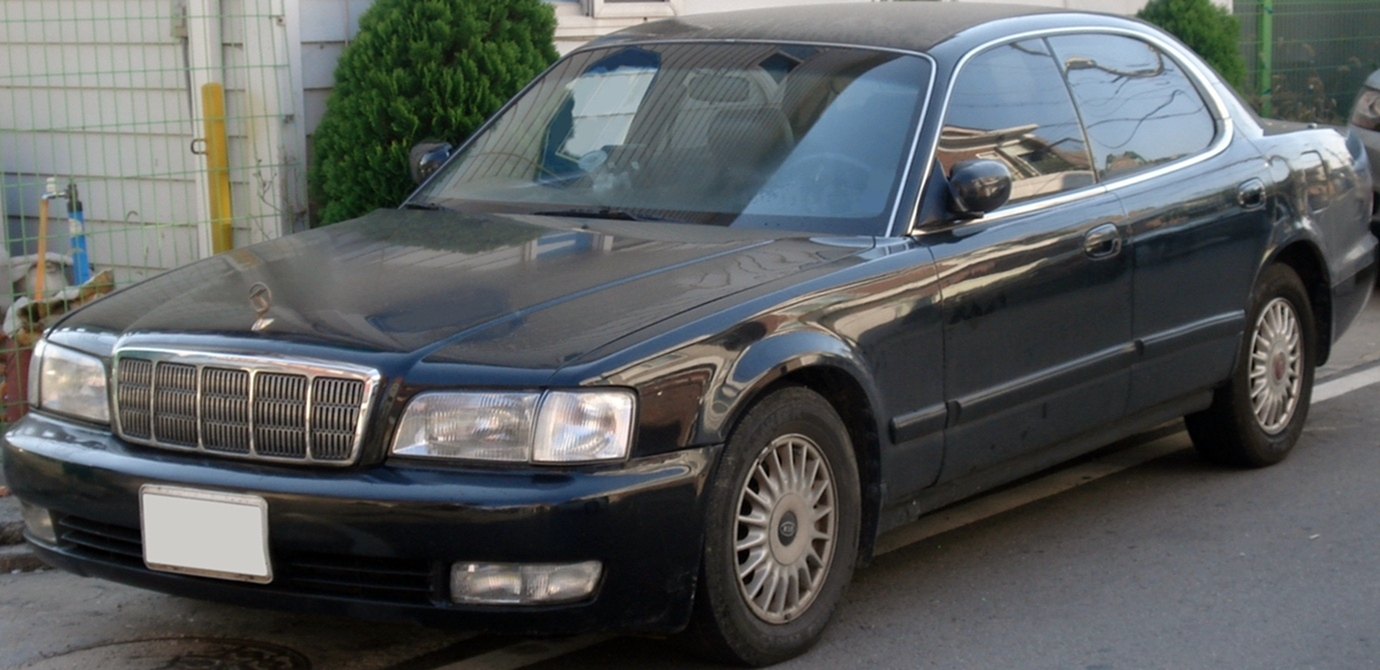
起亞Enterprise

此外，韓國起亞汽車有一款名為「Enterprise」的大型轎車，乃是以第二代Sentia為基礎而發展的。

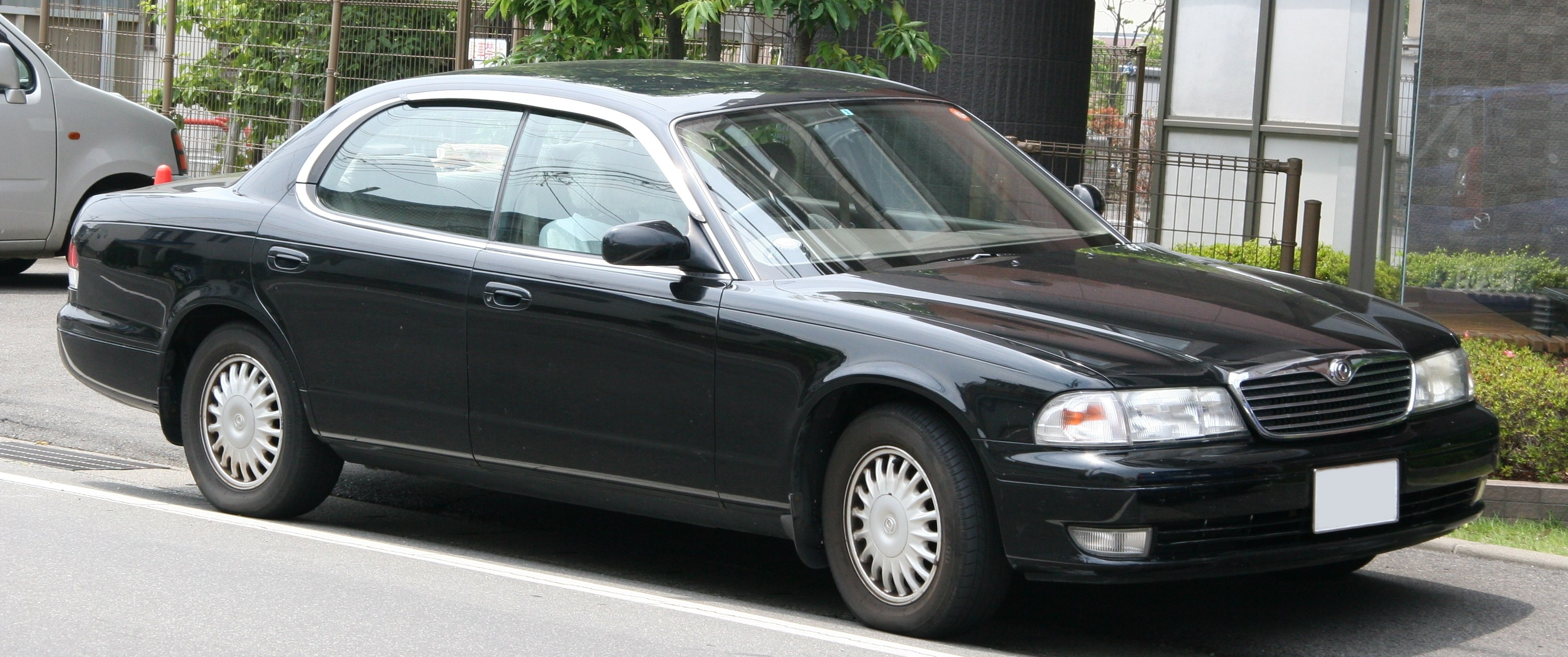
第二代馬自達Sentia車頭
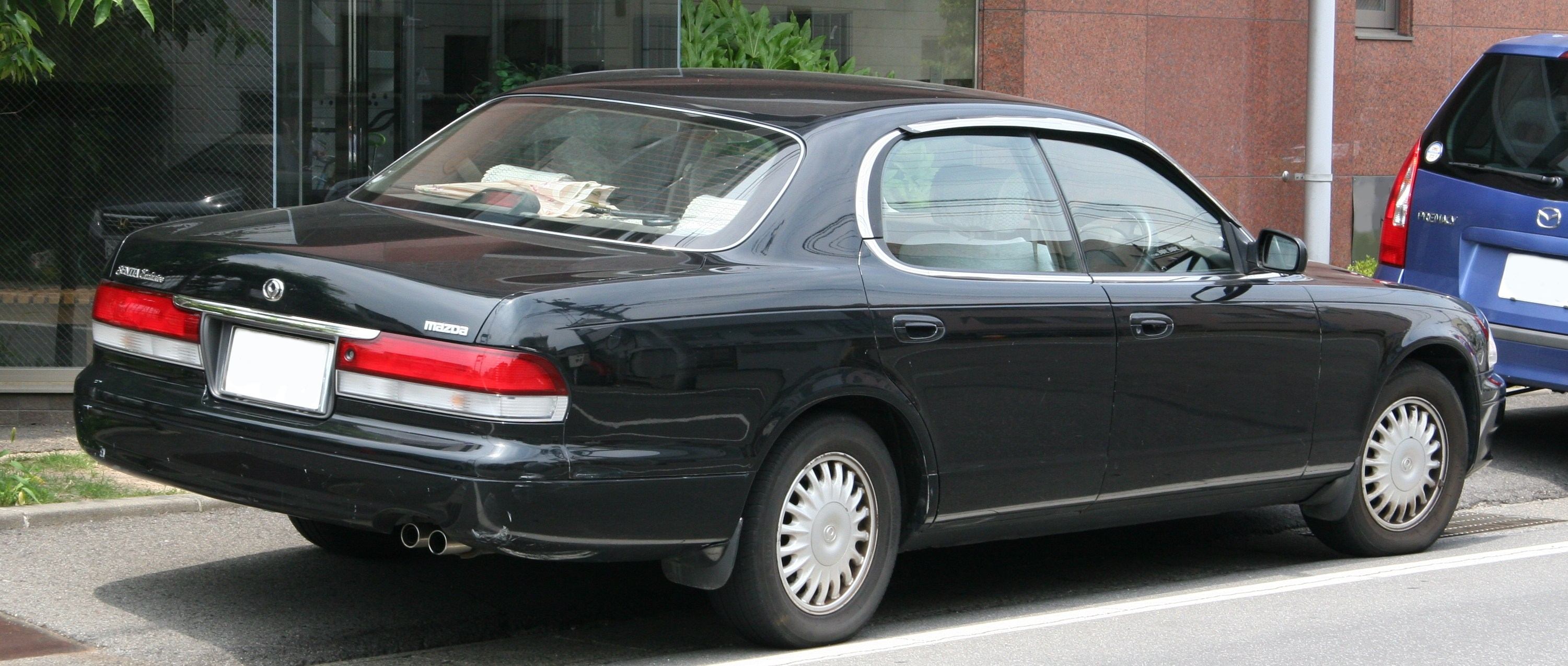
第二代馬自達Sentia車尾

## 外部連結
- （日語）Gazoo.com - 1991年 マツダ センティア
- （日語）Gazoo.com - 1995年 マツダ センティア